# Cộng sự (phim truyền hình)
Cộng sự (tiếng Anh: The Unholy Alliance; tiếng Trung: 同盟; Yale Quảng Đông: Tùngmàng; tên khác: Đồng minh)  là bộ phim Hồng Kông hành động, tội phạm, kịch tính và võ thuật của TVB do Văn Vĩ Hồng sản xuất. Với sự tham gia diễn xuất của Trần Triển Bằng, Hồ Định Hân, Bào Khởi Tịnh, Trần Sơn Thông, Diêu Tử Linh, Quách Phong, Âu Thoại Vỹ, Trương Quốc Cường, Giang Mỹ Nghi, La Lạc Lâm, Lương Liệt Duy, Hàn Mã Lợi, Ngô Gia Lạc, Ngao Gia Niên, Lâm Tử Thiện, Lương Thuần Yến. Công đoạn quay phim chính của phim diễn ra tại Hồng Kông vào tháng 9 năm 2016 và tiếp tục tại Đài Loan vào tháng 12 cùng năm. Phim được phát hành lần đầu trên kênh TVB Jade vào ngày 7 tháng 8 năm 2017 với 28 tập. Ở Việt Nam, phim được trình chiếu trên kênh SCTV9.

## Nội dung
Cuộc sống bình yên của hai dì cháu Cao Tử Kiệt (do Trần Triển Bằng đóng) tại Đài Loan bỗng nhiên bị xáo trộn, khi một cô gái bí ẩn, tên Nguyễn Thanh Hân (do Hồ Định Hân đóng), xuất hiện. Họ bị tập kích. Kiệt may mắn được Hân cứu sống, còn dì của anh qua đời. Kiệt quyết tâm trở về Hồng Kông để điều tra chân tướng, trả thù cho dì.
Nhờ sự giúp đỡ của anh bạn thân Đới Hoa Quán (do Lương Liệt Duy đóng), Kiệt tìm ra manh mối, liên quan đến tập đoàn của Lệnh Hùng (do Bào Khởi Tịnh đóng). Không chỉ là bà trùm kinh tế, Hùng còn sở hữu rất nhiều "vây cánh" đáng gờm. Trong đó có con trai nuôi của bà – Lệnh Thiên Hữu (do Trần Sơn Thông đóng), cùng bạn gái anh – Vi Dĩ Nhu (do Diêu Tử Linh đóng). Ngoài ra, vệ sĩ thân tín của Hùng không ai khác, chính là Hân.
Để tiếp cận Hùng, Kiệt phải trà trộn vào tập đoàn. Từ đó, anh phát hiện nhiều bí mật khủng khiếp, ẩn giấu phía sau. Trắng – đen, bạn – thù bất phân. Kiệt đành liên thủ với Hân, phản đòn từng mối nguy để bảo vệ Hùng, vô tình tạo nên một trận chiến khốc liệt...

## Diễn viên

### Nhà họ Lệnh
| Diễn viên                | Vai diễn           | Miêu tả |
| ------------------------ | ------------------ | --- |
| Ngô Hương Luân (lúc trẻ) | Lệnh Tưởng Tú Bình | Mẹ của Lệnh Hùng Mẹ của Lệnh Hy và bà không quan tâm cô Mẹ của Lệnh Liệt và bà rất yêu thương anh Bà nội của Lệnh Gia Danh và bà không quan tâm anh Bà nội của Lệnh Gia Tựu và bà rất yêu thương anh Bà ngoại của Cao Tử Kiệt và bà rất yêu thương anh Bà nội của La Hạo Văn và La Hạo Nhi Bà ngoại của Lệnh Thiên Hữu nhưng vì không cùng huyết thống nên bà không quan tâm đến anh Mẹ vợ của Phạm Bách Sâm Mẹ chồng của Trương Ỷ Liên Bà nội chồng của Triệu Học Lâm Bà ngoại chồng của Vi Dĩ Nhu (từ tập 20) Trong tập 4, bà bị người của Đới Thất đặt bom giết chết nhưng bất thành Trong tập 16, bà được Lệnh Hùng đưa vào chùa sinh sống vài ngày để tiện cho việc tụng kinh, tu tập Trong tập 23, bà bị Lệnh Liệt vô tình đẩy xuống cầu thang, bất tỉnh nhưng sau đó bà vẫn tha thứ cho anh Trong tập 25, bà bị Phạm Bách Sân hạ độc do anh bị Kim Thiên đe dọa, về sau bà đã hồi phục Trong tập 28 (hai năm sau), bà cùng gia đình chuyển về quê sinh sống |
| Lương Thuần Yến          | Lệnh Tưởng Tú Bình | Mẹ của Lệnh Hùng Mẹ của Lệnh Hy và bà không quan tâm cô Mẹ của Lệnh Liệt và bà rất yêu thương anh Bà nội của Lệnh Gia Danh và bà không quan tâm anh Bà nội của Lệnh Gia Tựu và bà rất yêu thương anh Bà ngoại của Cao Tử Kiệt và bà rất yêu thương anh Bà nội của La Hạo Văn và La Hạo Nhi Bà ngoại của Lệnh Thiên Hữu nhưng vì không cùng huyết thống nên bà không quan tâm đến anh Mẹ vợ của Phạm Bách Sâm Mẹ chồng của Trương Ỷ Liên Bà nội chồng của Triệu Học Lâm Bà ngoại chồng của Vi Dĩ Nhu (từ tập 20) Trong tập 4, bà bị người của Đới Thất đặt bom giết chết nhưng bất thành Trong tập 16, bà được Lệnh Hùng đưa vào chùa sinh sống vài ngày để tiện cho việc tụng kinh, tu tập Trong tập 23, bà bị Lệnh Liệt vô tình đẩy xuống cầu thang, bất tỉnh nhưng sau đó bà vẫn tha thứ cho anh Trong tập 25, bà bị Phạm Bách Sân hạ độc do anh bị Kim Thiên đe dọa, về sau bà đã hồi phục Trong tập 28 (hai năm sau), bà cùng gia đình chuyển về quê sinh sống |
| Triệu Hy Lạc (lúc trẻ)   | Lệnh Hùng          | A Hùng, Cô Lệnh Chủ tịch Tập đoàn Lệnh Thị Con gái lớn của Lệnh Tưởng Tú Bình Chị gái của Lệnh Hy và đã bị cô hãm hại trong tập 26 Chị gái của Lệnh Liệt và đã từ mặt nhau trong tập 22 Bạn gái của Cao Chí Hoa Chị em thân thiết của Tạ Nhã Vi Mẹ của Cao Tử Kiệt, cả hai gặp lại nhau trong tập 6 nhưng đã hiểu lầm nhau. Cuối cùng cả hai đã làm hòa Ân nhân của Tạ Nhã Vi và đã chỉ định cô nuôi nấng cũng như bảo vệ Cao Tử Kiệt Mẹ nuôi của Lệnh Thiên Hữu Dì của Lệnh Gia Danh và đã bị anh hãm hại trong tập 26 Dì của Lệnh Gia Tựu, đã từ mặt anh trong tập 16 và bị anh hãm hại Dì của La Hạo Văn Dì của La Hạo Nhi và rất yêu thương cô Chị vợ của Phạm Bách Sâm Chị chồng của Trương Ỷ Liên Cô chồng của Triệu Học Lâm Sếp kiêm người bạn tâm giao của Dịch Triệu Phong Mẹ chồng của Vi Dĩ Nhu (từ tập 20) Kẻ thù của Vi Lỗi và trở thành sui gia (từ tập 20). Cuối cùng cả hai đã làm hòa và hợp tác với nhau Kẻ thù của Kim Thiên và đã bị cô thao túng cũng như hãm hại Trong tập 1, cô bị trúng đạn do Kim Thiên sắp đặt để phái người của bang Việt Hổ ở Đông Tân Giới đến ám sát cô Trong tập 4, cô bị người của Đới Thất giết chết nhưng bất thành Trong tập 6, Kim Thiên hợp tác với Lý Nhân Lễ để giết gia đình của Đới Thất rồi đổ tội cho Lệnh Hùng Trong tập 7, Kim Thiên đã sử dụng Liễu Trạch Thành để lợi dụng cô đối phó với Trần Vạn Nguyên Trong tập 12, Kim Thiên và Liễu Trạch Thành đã lợi dụng Johnny Cub để đối đầu với cô Trong tập 20, cô bị Lệnh Gia Tựu, Vi Lỗi, Vi Dĩ Kiên và Vi Dĩ Cường cưỡng ép đến Đài Loan để sát hại Trong tập 21, cô bị Lệnh Gia Tựu bắt làm con tin nhưng đã được Cao Tử Kiệt và Nguyễn Thanh Hân cứu Trong tập 22, cô đã cố gắng tố cáo Liễu Trạch Thành gian lận trong bầu cử nhưng thất bại Trong tập 23, Lệnh Liệt cài bom để giết chết cô nhưng bất thành và bị Kim Thiên, Liễu Trạch Thành và Lý Nhân Lễ giết chết Trong tập 24, cô hợp tác với Vi Lỗi để tìm ra thân phận thực sự của Kim Thiên Trong tập 25, cô bị Phạm Bách Sâm hạ độc do anh bị Kim Thiên đe dọa, về sau cô đã hồi phục Trong tập 26, Lệnh Hy và Lệnh Gia Danh âm mưu hạ độc cô, Trương Ỷ Liên âm mưu dùng súng ám sát cô do họ bị Kim Thiên đe dọa nhưng đã bị Lệnh Hùng phát hiện Trong tập 27, cô tỉnh dậy và hồi phục sau khi giả chết ở tập 26 Trong tập 28, cô thành công bắt giữ Kim Thiên cũng như giải quyết xong Tập đoàn Lệnh Thị, (hai năm sau), cô cùng gia đình chuyển về quê sinh sống |
| Bào Khởi Tịnh            | Lệnh Hùng          | A Hùng, Cô Lệnh Chủ tịch Tập đoàn Lệnh Thị Con gái lớn của Lệnh Tưởng Tú Bình Chị gái của Lệnh Hy và đã bị cô hãm hại trong tập 26 Chị gái của Lệnh Liệt và đã từ mặt nhau trong tập 22 Bạn gái của Cao Chí Hoa Chị em thân thiết của Tạ Nhã Vi Mẹ của Cao Tử Kiệt, cả hai gặp lại nhau trong tập 6 nhưng đã hiểu lầm nhau. Cuối cùng cả hai đã làm hòa Ân nhân của Tạ Nhã Vi và đã chỉ định cô nuôi nấng cũng như bảo vệ Cao Tử Kiệt Mẹ nuôi của Lệnh Thiên Hữu Dì của Lệnh Gia Danh và đã bị anh hãm hại trong tập 26 Dì của Lệnh Gia Tựu, đã từ mặt anh trong tập 16 và bị anh hãm hại Dì của La Hạo Văn Dì của La Hạo Nhi và rất yêu thương cô Chị vợ của Phạm Bách Sâm Chị chồng của Trương Ỷ Liên Cô chồng của Triệu Học Lâm Sếp kiêm người bạn tâm giao của Dịch Triệu Phong Mẹ chồng của Vi Dĩ Nhu (từ tập 20) Kẻ thù của Vi Lỗi và trở thành sui gia (từ tập 20). Cuối cùng cả hai đã làm hòa và hợp tác với nhau Kẻ thù của Kim Thiên và đã bị cô thao túng cũng như hãm hại Trong tập 1, cô bị trúng đạn do Kim Thiên sắp đặt để phái người của bang Việt Hổ ở Đông Tân Giới đến ám sát cô Trong tập 4, cô bị người của Đới Thất giết chết nhưng bất thành Trong tập 6, Kim Thiên hợp tác với Lý Nhân Lễ để giết gia đình của Đới Thất rồi đổ tội cho Lệnh Hùng Trong tập 7, Kim Thiên đã sử dụng Liễu Trạch Thành để lợi dụng cô đối phó với Trần Vạn Nguyên Trong tập 12, Kim Thiên và Liễu Trạch Thành đã lợi dụng Johnny Cub để đối đầu với cô Trong tập 20, cô bị Lệnh Gia Tựu, Vi Lỗi, Vi Dĩ Kiên và Vi Dĩ Cường cưỡng ép đến Đài Loan để sát hại Trong tập 21, cô bị Lệnh Gia Tựu bắt làm con tin nhưng đã được Cao Tử Kiệt và Nguyễn Thanh Hân cứu Trong tập 22, cô đã cố gắng tố cáo Liễu Trạch Thành gian lận trong bầu cử nhưng thất bại Trong tập 23, Lệnh Liệt cài bom để giết chết cô nhưng bất thành và bị Kim Thiên, Liễu Trạch Thành và Lý Nhân Lễ giết chết Trong tập 24, cô hợp tác với Vi Lỗi để tìm ra thân phận thực sự của Kim Thiên Trong tập 25, cô bị Phạm Bách Sâm hạ độc do anh bị Kim Thiên đe dọa, về sau cô đã hồi phục Trong tập 26, Lệnh Hy và Lệnh Gia Danh âm mưu hạ độc cô, Trương Ỷ Liên âm mưu dùng súng ám sát cô do họ bị Kim Thiên đe dọa nhưng đã bị Lệnh Hùng phát hiện Trong tập 27, cô tỉnh dậy và hồi phục sau khi giả chết ở tập 26 Trong tập 28, cô thành công bắt giữ Kim Thiên cũng như giải quyết xong Tập đoàn Lệnh Thị, (hai năm sau), cô cùng gia đình chuyển về quê sinh sống |
| Châu Chí Khang (lúc trẻ) | Cao Chí Hoa        | Bạn trai của Lệnh Hùng Ba của Cao Tử Kiệt Anh đã bị kẻ thù của Lệnh Hùng bắn chết Anh xuất hiện trong ký ức của Lệnh Hùng ở tập 6 |
| Lâm Tú Di (lúc trẻ)      | Lệnh Hy            | A Hy, Cô Ba Nhân vật phản diện chính Chủ tịch Công ty Đầu tư của Tập đoàn Lệnh Thị Con gái thứ hai của Lệnh Tưởng Tú Bình và bị bà coi thường Em gái của Lệnh Hùng và đã hãm hại cô trong tập 26 Chị gái của Lệnh Liệt, có mối quan hệ bất hòa và đã quay lưng chống lại anh trong tập 23 Vợ của Phạm Bách Sâm Mẹ của La Hạo Văn Mẹ của La Hạo Nhi và thường xuyên lợi dụng cô để lấy lòng Lệnh Hùng Dì của Cao Tử Kiệt và đã chống lại anh trong tập 26 Dì của Lệnh Gia Danh và đã thông đồng trong tập 26. Cuối cùng, cả hai trở mặt nhau trong tập 28 Dì của Lệnh Gia Tựu, có mối quan hệ bất hòa và đã quay lưng chống lại anh trong tập 16 Dì của Lệnh Thiên Hữu và cả hai không cùng huyết thống Chị chồng của Trương Ỷ Liên và có mối quan hệ bất hòa Cô chồng của Triệu Học Lâm và có mối quan hệ bất hòa Cô chồng của Vi Dĩ Nhu (từ tập 20) Trong tập 17, cô bị Liễu Trạch Thành đe dọa để hãm hại Lý Thiết Nhạc nhưng đã bị Lệnh Hùng phát hiện Trong tập 25, cô bị Phạm Bách Sâm hạ độc do anh bị Kim Thiên đe dọa, về sau cô đã hồi phục Trong tập 26, vì muốn hợp tác với Kim Thiên, cô cùng Lệnh Gia Danh thông đồng để hạ độc Lệnh Hùng nhưng bị Lệnh Hùng phát hiện Trong tập 28, cô cùng Lệnh Gia Danh cố gắng chiếm đoạt Tập đoàn Lệnh Thị nhưng sau đó, cả hai trở mặt và quay sang chiến đấu với nhau dưới sự sắp đặt của Cao Tử Kiệt. Cuối cùng cô bị Lệnh Gia Danh đâm chết |
| Hàn Mã Lợi               | Lệnh Hy            | A Hy, Cô Ba Nhân vật phản diện chính Chủ tịch Công ty Đầu tư của Tập đoàn Lệnh Thị Con gái thứ hai của Lệnh Tưởng Tú Bình và bị bà coi thường Em gái của Lệnh Hùng và đã hãm hại cô trong tập 26 Chị gái của Lệnh Liệt, có mối quan hệ bất hòa và đã quay lưng chống lại anh trong tập 23 Vợ của Phạm Bách Sâm Mẹ của La Hạo Văn Mẹ của La Hạo Nhi và thường xuyên lợi dụng cô để lấy lòng Lệnh Hùng Dì của Cao Tử Kiệt và đã chống lại anh trong tập 26 Dì của Lệnh Gia Danh và đã thông đồng trong tập 26. Cuối cùng, cả hai trở mặt nhau trong tập 28 Dì của Lệnh Gia Tựu, có mối quan hệ bất hòa và đã quay lưng chống lại anh trong tập 16 Dì của Lệnh Thiên Hữu và cả hai không cùng huyết thống Chị chồng của Trương Ỷ Liên và có mối quan hệ bất hòa Cô chồng của Triệu Học Lâm và có mối quan hệ bất hòa Cô chồng của Vi Dĩ Nhu (từ tập 20) Trong tập 17, cô bị Liễu Trạch Thành đe dọa để hãm hại Lý Thiết Nhạc nhưng đã bị Lệnh Hùng phát hiện Trong tập 25, cô bị Phạm Bách Sâm hạ độc do anh bị Kim Thiên đe dọa, về sau cô đã hồi phục Trong tập 26, vì muốn hợp tác với Kim Thiên, cô cùng Lệnh Gia Danh thông đồng để hạ độc Lệnh Hùng nhưng bị Lệnh Hùng phát hiện Trong tập 28, cô cùng Lệnh Gia Danh cố gắng chiếm đoạt Tập đoàn Lệnh Thị nhưng sau đó, cả hai trở mặt và quay sang chiến đấu với nhau dưới sự sắp đặt của Cao Tử Kiệt. Cuối cùng cô bị Lệnh Gia Danh đâm chết |
| Ngô Gia Lạc              | Phạm Bách Sâm      | Sunny Một ngôi sao hết thời Chồng thứ hai của Lệnh Hy Cha dượng của La Hạo Văn và thường xuyên mâu thuẫn, cãi vã với nhau Cha dượng của La Hạo Nhi Con rể của Lệnh Tưởng Tú Bình Em rể của Lệnh Hùng Anh rể của Lệnh Liệt, có mối quan hệ bất hòa và đã quay lưng chống lại anh trong tập 23 Anh chồng của Trương Ỷ Liên và có mối quan hệ bất hòa Dượng chồng của Triệu Học Lâm và có mối quan hệ bất hòa Dượng của Lệnh Gia Danh và có mối quan hệ bất hòa Dượng của Lệnh Gia Tựu, có mối quan hệ bất hòa và đã quay lưng chống lại anh trong tập 16 Dượng của Cao Tử Kiệt và Lệnh Thiên Hữu Dượng chồng của Vi Dĩ Nhu (từ tập 20) Trong tập 25, do bị Kim Thiên đe dọa nên anh đã vô tình hạ độc Lệnh Hùng và cả gia đình |
| Hoàng Đắc Sinh (lúc trẻ) | Lệnh Liệt          | A Liệt, Jason Nhân vật phản diện phụ Chủ tịch Công ty Bất động sản của Tập đoàn Lệnh Thị nhưng đã từ chức ở tập 23 Con trai út của Lệnh Tưởng Tú Bình và được bà yêu thương Em trai của Lệnh Hùng và đã từ mặt cô trong tập 22 Em trai của Lệnh Hy và đã quay lưng chống lại nhau trong tập 23 Ba của Lệnh Gia Danh nhưng luôn coi thường anh và đã quay lưng chống lại nhau trong tập 23 Ba của Lệnh Gia Tựu và rất yêu thương anh Chồng của Trương Ỷ Liên Chú của Cao Tử Kiệt luôn chống đối và định hãm hại anh, sau đó đã quay lưng chống lại nhau trong tập 22 Chú của La Hạo Văn và La Hạo Nhi Chú của Lệnh Thiên Hữu và cả hai không có cùng huyết thống luôn chống đối anh, sau đó đã quay lưng chống lại nhau trong tập 23 Chú chồng của Vi Dĩ Nhu (từ tập 20) Trong tập 22, anh đã cùng Kim Thiên và Liễu Trạch Thành đối phó với Lệnh Hùng Trong tập 23, anh vô tình đẩy ngã Lệnh Tưởng Tú Bình xuống cầu thang bất tỉnh. Sau đó, anh cài bom giết Lệnh Hùng, Cao Tử Kiệt, Lệnh Thiên Hữu nhưng thất bại và bị Kim Thiên, Liễu Trạch Thành Lý Nhân Lễ giết ngược lại |
| Trương Quốc Cường        | Lệnh Liệt          | A Liệt, Jason Nhân vật phản diện phụ Chủ tịch Công ty Bất động sản của Tập đoàn Lệnh Thị nhưng đã từ chức ở tập 23 Con trai út của Lệnh Tưởng Tú Bình và được bà yêu thương Em trai của Lệnh Hùng và đã từ mặt cô trong tập 22 Em trai của Lệnh Hy và đã quay lưng chống lại nhau trong tập 23 Ba của Lệnh Gia Danh nhưng luôn coi thường anh và đã quay lưng chống lại nhau trong tập 23 Ba của Lệnh Gia Tựu và rất yêu thương anh Chồng của Trương Ỷ Liên Chú của Cao Tử Kiệt luôn chống đối và định hãm hại anh, sau đó đã quay lưng chống lại nhau trong tập 22 Chú của La Hạo Văn và La Hạo Nhi Chú của Lệnh Thiên Hữu và cả hai không có cùng huyết thống luôn chống đối anh, sau đó đã quay lưng chống lại nhau trong tập 23 Chú chồng của Vi Dĩ Nhu (từ tập 20) Trong tập 22, anh đã cùng Kim Thiên và Liễu Trạch Thành đối phó với Lệnh Hùng Trong tập 23, anh vô tình đẩy ngã Lệnh Tưởng Tú Bình xuống cầu thang bất tỉnh. Sau đó, anh cài bom giết Lệnh Hùng, Cao Tử Kiệt, Lệnh Thiên Hữu nhưng thất bại và bị Kim Thiên, Liễu Trạch Thành Lý Nhân Lễ giết ngược lại |
| Dương Trác Na            | Trương Ỷ Liên      | Tina Vợ hai của Lệnh Liệt và đã trở thành góa phụ trong tập 23 Mẹ kế của Lệnh Gia Danh và Lệnh Gia Tựu Con dâu của Lệnh Tưởng Tú Bình Em dâu của Lệnh Hùng Em dâu của Lệnh Liệt và có mối quan hệ bất hòa Em vợ của Phạm Bách Sâm và có mối quan hệ bất hòa Cô của Cao Tử Kiệt, Lệnh Thiên Hữu, La Hạo Văn và La Hạo Nhi Mẹ chồng của Triệu Học Lâm Cô chồng của Vi Dĩ Nhu (từ tập 20) Trong tập 25, cô bị Phạm Bách Sâm hạ độc do anh bị Kim Thiên đe dọa nhưng về sau đã hồi phục Trong tập 26, cô âm mưu ám sát Lệnh Hùng bằng súng lục giảm thanh nhưng bị Lệnh Hùng phát hiện |
| Lâm Tử Thiện             | Lệnh Gia Danh      | Anthony Nhân vật phản diện chính Tổng Giám đốc Công ty Bất động sản của Tập đoàn Lệnh Thị Có khối u trong não nên thường xuyên bị đau đầu Im lặng, điềm tĩnh và không bốc đồng Con trai lớn của Lệnh Liệt nhưng bị coi thường nên cuối cùng đã phản bội Lệnh Liệt Con trai chồng của Trương Ỷ Liên Cháu nội của Lệnh Tưởng Tú Bình Cháu của Lệnh Hùng và đã hãm hại cô trong tập 26 Cháu của Lệnh Hy, có mối quan hệ bất hòa và đã thông đồng với cô để hạ độc Lệnh Hùng trong tập 26. Cuối cùng trở mặt nhau trong tập 28 Cháu của Phạm Bách Sâm và có mối quan hệ bất hòa Anh trai của Lệnh Gia Tựu, bị coi thường và lừa dối. Cuối cùng đã quay lưng chống lại nhau trong tập 16 Chồng của Triệu Học Lâm, bị coi thường và lừa dối. Cuối cùng đã quay lưng chống lại nhau trong tập 26 Em họ của Cao Tử Kiệt và đã quay lưng chống lại nhau trong tập 26 Em họ của Lệnh Thiên Hữu, cả hai không có cùng huyết thống Anh họ của La Hạo Văn và La Hạo Nhi Em họ của Vi Dĩ Nhu (từ tập 20) Thông đồng với Kim Thiên Trong tập 16, anh biết được Lệnh Gia Tựu và Triệu Học Lâm ngoại tình với nhau Trong tập 23, anh quay lưng phản bội Lệnh Liệt và bị đánh bất tỉnh Trong tập 25, anh bị Phạm Bách Sâm hạ độc do Kim Thiên chỉ đạo nhưng về sau đã hồi phục Trong tập 26, anh thông đồng với Lệnh Hy để hạ độc Lệnh Hùng nhưng đã bị Lệnh Hùng phát hiện Trong tập 28, anh cùng Lệnh Hy cố gắng chiếm đoạt Tập đoàn Lệnh Thị, sau đó cả hai trở mặt nhau và anh đâm chết Lệnh Hy. Cuối cùng, anh bị Kim Thiên hạ độc dưới sự sắp đặt của Cao Tử Kiệt |
| Lý Bích Kỳ               | Triệu Học Lâm      | Hilda Vợ của Lệnh Gia Danh, cô rất coi thường anh và đã quay lưng trong tập 26 Con dâu của Lệnh Liệt và Trương Ỷ Liên Cháu dâu của Lệnh Hùng, Lệnh Hy và Phạm Bách Sâm Chị dâu kiêm tình nhân của Lệnh Gia Tựu, sau đó đã chia tay và quay lưng trong tập 16 Em dâu của Cao Tử Kiệt, Lệnh Thiên Hữu, La Hạo Văn và La Hạo Nhi Em dâu của Vi Dĩ Nhu (từ tập 20) Trong tập 25, cô bị Phạm Bách Sâm hạ độc do anh bị Kim Thiên đe dọa nhưng về sau đã hồi phục |
| Ngao Gia Niên            | Lệnh Gia Tựu       | Ricky Nhân vật phản diện phụ Giám đốc Công ty Bất động sản của Tập đoàn Lệnh Thị nhưng đã bị giáng chức xuống làm Thư ký Bộ phận Vận chuyện của Tập đoàn Lệnh Thị trong tập 12 và cuối cùng bị cắt chức trong tập 16 Tính cách bốc đồng, làm việc không để ý hậu quả nên gây ra nhiều rắc rối Con trai út của Lệnh Liệt và rất được yêu thương Con trai chồng của Trương Ỷ Liên Cháu trai của Lệnh Tưởng Tú Bình và rất được bà yêu thương Cháu trai của Lệnh Hùng và đã từ mặt nhau trong tập 16. Sau đó, anh đã hãm hại cô Cháu trai của Lệnh Hy và Phạm Bách Sân, có mối quan hệ bất hòa Em trai của Lệnh Gia Danh, luôn coi thường anh mình và lừa dối anh trai. Cả hai quay lưng với nhau trong tập 16 Em họ của Cao Tử Kiệt và trở thành cấp dưới của anh, luôn chống đối và hãm hại anh. Cuối cùng đã quay lưng trong tập 21 Em họ của Lệnh Thiên Hữu, cả hai không có cùng huyết thống Em họ của La Hạo Văn và La Hạo Nhi Em họ của Vi Dĩ Nhu (từ tập 20) Trong tập 12, lén hợp tác với Johnny Cub để vận chuyển vũ khí lậu sau lưng Lệnh Hùng nhưng cuối cùng cả hai trở mặt nhau (thực ra là sự sắp đặt của Kim Thiên) Trong tập 16, bị Lệnh Hùng đuổi khỏi nhà họ Lệnh phải chuyển sang Đài Loan sinh sống Trong tập 20, hợp tác với Vi Lỗi, Vi Dĩ Kiên và Thăng, giả vờ bị bắt cóc để dụ Lệnh Hùng đến Đài Loan và thủ tiêu cô Trong tập 21, anh phản bội và dùng cờ lê giết Thăng. Sau đó cố gắng giết Lệnh Hùng nhưng bị Cao Tử Kiệt vô tình dùng súng bắn chết |
| Trần Sơn Thông           | Lệnh Thiên Hữu     | Kent Nhân vật vừa chính diện vừa phản diện Cố vấn Pháp lý của Tập đoàn Lệnh Thị, trong tập 28 trở thành Luật sư Trợ giúp Pháp lý Cháu không cùng huyết thống của Lệnh Tưởng Tú Bình và không thường được bà quan tâm Con nuôi của Lệnh Hùng Cháu không cùng huyết thống của Lệnh Hy Cháu không cùng huyết thống của Lệnh Liệt, thường xuyên bị Lệnh Liệt chống đối và quay lưng với nhau trong tập 23 Cháu của Phạm Bách Sâm, Trương Ỷ Liên Anh họ không cùng huyết thống của Lệnh Gia Danh Anh họ không cùng huyết thống của Lệnh Gia Tựu và thường xuyên bị Lệnh Gia Tựu chống đối Anh họ không cùng huyết thống của La Hạo Văn và La Hạo Nhi Anh em không cùng huyết thống của Cao Tử Kiệt, ban đầu là kẻ thù sau đó họ trở thành bạn thân của nhau. Cả hai đã giả vờ quay lưng chống lại nhau trong tập 26 để dụ Kim Thiên Bạn trai của Vi Dĩ Nhu, sau này trở thành chồng cô (tên ám chỉ Romeo) Bị Vi Lỗi lợi dụng và đã quay lưng chống lại nhau, chính thức trở thành con rể của Vi Lỗi trong tập 20. Cuối cùng cả hai đã làm hòa Bị Vi Dĩ Kiên và Vi Dĩ Cường lợi dụng và đã quay lưng chống lại nhau, chính thức trở thành em rễ của cả hai trong tập 20. Cuối cùng cả hai đã làm hòa Em chồng của Trần Khiết Như và Lưu Lệ Minh (từ tập 20) Chú của Vi Đồng và Vi Hiên (từ tập 20) Bạn của Nguyễn Thanh Hân, Đới Hoa Quán và Lý Giai Giai Trong tập 20, anh đã làm đám cưới với Vi Dĩ Nhu ở Đài Loan Trong tập 22, anh cố gắng tố cáo Liễu Trạch Thành gian lận trong bầu cử nhưng bất thành Trong tập 23, anh phát hiện ra Lệnh Liệt cài bom để thủ tiêu Lệnh Hùng Trong tập 24, anh sắp đặt để Vi Lỗi tiếp cận thành công Kim Thiên cũng như sắp đặt để Liễu Trạch Thành bị con trai của Trần Vạn Nguyên đuổi theo để trả thù Trong tập 25, anh bị Phạm Bách Sâm hạ độc do Kim Thiên chỉ đạo nhưng về sau đã hồi phục Trong tập 26, anh bị Cao Tử Kiệt làm bất tỉnh sau đó giả vờ hiểu lầm và xích mích Cao Tử Kiệt để tiếp cận với Kim Thiên Trong tập 27, anh giả vờ bị Cao Tử Kiệt đâm chết trước sự theo dõi của Kim Thiên. Sau đó cả hai cùng nhau vạch trần tội ác của Kim Thiên cho cảnh sát Trong tập 28, anh bị thương bởi người của Kim Thiên do đỡ đạn cho Lệnh Hùng, nhưng về sau đã hồi phục. Hai năm sau, anh cùng gia đình chuyển về quê sinh sống |
| Trần Triển Bằng          | Cao Tử Kiệt        | A Kiệt Nhân vật vừa chính diện vừa phản diện Huấn luyện viên dạy lướt sóng tại Đài Loan, trong tập 10 trở thành vệ sĩ của Lệnh Hùng. Trong tập 12, anh được bổ nhiệm làm Quản lý Bộ phận Vận chuyển của Tập đoàn Lệnh Thị. Cuối cùng ở tập 27, anh trở thành Quyền Chủ tịch của Tập đoàn Lệnh Thị Lớn lên ở Đài Loan Trong tập 2, anh đến Hồng Kông với bí danh là Lý Vĩ Cường Con trai của Cao Chí Hoa Con trai của Lệnh Hùng, đã hiểu lầm cô trong tập 6 nhưng về sau đã hòa giải Con trai nuôi của Tạ Nhã Vi Cháu trai của Lệnh Tưởng Tú Bình và rất được bà yêu thương Cháu của Lệnh Hy và Phạm Bách Sâm Cháu của Lệnh Liệt, luôn bị Lệnh Liệt chống đối và hãm hại, cả hai đã quay lưng với nhau trong tập 26 Cháu của Trương Ỷ Liên Anh họ của Lệnh Gia Danh, bị Lệnh Gia Danh hãm hại và quay lưng trong tập 26 Anh họ của Lệnh Gia Tựu, từng là sếp của Lệnh Gia Tựu và bị anh ta hãm hại. Cuối cùng đã quay lưng trong tập 22 Anh họ của La Hạo Văn Anh họ và là ân nhân của La Hạo Nhi Anh họ của Triệu Học Lâm Anh em không cùng huyết thống của Lệnh Thiên Hữu, ban đầu là kẻ thù sau đó họ trở thành bạn thân của nhau. Cả hai đã giả vờ quay lưng chống lại nhau trong tập 26 để dụ Kim Thiên Đối tượng bảo vệ của Nguyễn Thanh Hân, lúc đầu cả hai vô cùng ghét nhau nhưng sau đó trở thành bạn trai của cô Bạn thân của Đới Hoa Quán và Lý Giai Giai Bạn của Vi Dĩ Nhu và trở thành Chị em dâu của anh (từ tập 20). Trong tập 27, do hiểu lầm Cao Tử Kiệt đã giết Lệnh Thiên Hữu nên đã định giết chết anh nhưng về sau đã hòa giải Kẻ thù của Kim Thiên Trong tập 1, anh bị phục kích bởi sát thủ của bang Việt Hổ ở Đông Tân Giới do Kim Thiên phái đến, và sau đó đã trốn thoát thành công nhờ sự hỗ trợ của Tạ Nhã Vi và Nguyễn Thanh Hân Trong tập 15, anh đã nhát dao của Johnny Cub dùm Nguyễn Thanh Hân và nhờ đó hai người đã làm lành với nhau Trong tập 16, anh được chính thức công nhận là thành viên của nhà họ Lệnh và được chính thức công nhận là thành viên của Tập đoàn Lệnh Thị trong tập 17 Trong tập 21, anh đã bắn chết Lệnh Gia Tựu để giải cứu Lệnh Hùng Trong tập 23, anh đã thú nhận với Lệnh Liệt về sự thật cái chết của Lệnh Gia Tựu là do anh gây ra. Và điều đó đã khiến Lệnh Liệt định giết chết anh Trong tập 24, anh sắp đặt để Vi Lỗi tiếp cận thành công Kim Thiên cũng như sắp đặt để Liễu Trạch Thành bị con trai của Trần Vạn Nguyên đuổi theo để trả thù Trong tập 26, anh đã làm Lệnh Thiên Hữu bất tỉnh và tiếp nhận nhiệm vụ giả giết Lệnh Hùng để tạo lòng tin giả với Kim Thiên Trong tập 27, anh đã giả vờ mua chuộc Tịnh Bảo, A Tín và Hắc Tử rồi giả vờ giết Lệnh Thiên Hữu dưới sự theo dõi của Kim Thiên để tạo lòng tin với Kim Thiên. Sau đó anh đã vạch trần tội ác của cô cho cảnh sát Trong tập 28, anh đã sắp đặt để Lệnh Gia Danh giết Lệnh Hy rồi lợi dụng Kim Thiên để hạ độc Lệnh Gia Danh và toàn bộ người của "Liên minh". Sau đó, anh giải cứu Lệnh Hùng và thuyết phục thành công Tương Vân Thiên, Nhậm Tứ Cường, Du Gia Hoa và Văn Địch Thân (bốn người đứng đầu) để họ phản bội và cho người giết chết Kim Thiên và biến anh trở thành một Kim Thiên mới Hai năm sau, anh phản bội Tương Vân Thiên, Nhậm Tứ Cường, Du Gia Hoa và Văn Địch Thân, tung hết bằng chứng phạm tội của họ lên mạng Xem tại Liên minh |
| Thang Lạc Văn            | La Hạo Văn         | Kelly Có tính cách nổi loạn nhưng về sau đã thay đổi Con gái lớn của Lệnh Hy Con gái vợ của Phạm Bách Sâm và hai người thường xuyên có mâu thuẫn với nhau Cháu của Lệnh Tưởng Tú Bình Cháu của Lệnh Hùng Cháu của Lệnh Liệt và Trương Ỷ Liên Chị gái của La Hạo Nhi Em họ của Cao Tử Kiệt, Lệnh Gia Danh, Lệnh Gia Tựu và Triệu Học Lâm Em họ không cùng huyết thống của Lệnh Thiên Hữu Bạn gái cũ của Nam Em chồng của Vi Dĩ Nhu (từ tập 20) Trong tập 18, trở thành thành viên trong chiến dịch tuyên truyền bầu cử của Lý Thiết Nhạc Trong tập 25, cô bị Phạm Bách Sâm hạ độc do anh bị Kim Thiên đe dọa nhưng về sau đã hồi phục Trong tập 28 (hai năm sau), cô cùng gia đình chuyển về quê sinh sống |
| Lâm Dĩnh Đồng            | La Hạo Nhi         | Chloe Tính cách tốt bụng và hiền lành Con gái lớn của Lệnh Hy, hay bị Lệnh Hy lợi dụng để lấy lòng Lệnh Hùng Con gái vợ của Phạm Bách Sâm Cháu của Lệnh Tưởng Tú Bình Cháu của Lệnh Hùng Cháu của Lệnh Liệt và Trương Ỷ Liên Chị gái của La Hạo Nhi Em họ của Cao Tử Kiệt, Lệnh Gia Danh, Lệnh Gia Tựu và Triệu Học Lâm Em họ không cùng huyết thống của Lệnh Thiên Hữu Bạn gái cũ của Nam Em chồng của Vi Dĩ Nhu (từ tập 20) Trong tập 14, cô bị Johnny Cub bắt cóc làm con tin Trong tập 16, cô bị Lệnh Hy cho uống thuốc làm tụt huyết áp để giả vờ rằng cô bị di chứng sau chấn thương để lấy lòng Lệnh Hùng và đổ tội cho gia đình Lệnh Liệt nhưng đã bị phanh phui Trong tập 18, trở thành thành viên trong chiến dịch tuyên truyền bầu cử của Lý Thiết Nhạc Trong tập 25, cô bị Phạm Bách Sâm hạ độc do anh bị Kim Thiên đe dọa nhưng về sau đã hồi phục Trong tập 28 (hai năm sau), cô cùng gia đình chuyển về quê sinh sống |

### Nhà họ Vi
| Diễn viên              | Vai diễn       | Miêu tả |
| ---------------------- | -------------- | --- |
| Vệ Chí Hào (lúc trẻ)   | Vi Lỗi         | Vi Gia Chủ tịch Tập đoàn Sáng Tân Thiên Ba của Vi Dĩ Kiên và Vi Dĩ Cường, ba người hay thông đồng, cấu kết với nhau Ba của Vi Dĩ Nhu, thường hay lợi dụng cô. Đã từ mặt cô vì cái chết của Vi Dĩ Kiên và Vi Dĩ Cường trong tập 21 nhưng về sau đã làm hòa Ba chồng của Trần Khiết Như và Lưu Lệ Minh Ông nội của Vi Đồng và Vi Hiên Ba vợ của Lệnh Thiên Hữu (từ tập 20) Kẻ thù của Lệnh Hùng và đã trở thành sui gia của nhau (từ tập 20), về sau đã làm hòa Bề ngoài thì ông cho phép Vi Dĩ Nhu và Lệnh Thiên Hữu quen nhau nhưng thực sự là lợi dụng Lệnh Thiên Hữu để đối đầu với Lệnh Hùng chứ bên trong ông không chấp nhận Lệnh Thiên Hữu. Sau đó cả hai đã trở mặt nhau nhưng cuối cùng đã làm hòa Thông đồng với Liễu Trạch Thành Sáu năm trước, ông bị cảnh sát truy nã và được Kim Thiên ra tay cứu giúp nhưng Kim Thiên giúp ông thực chất vì muốn lợi dụng ông để đối phó với Lệnh Hùng Trong tập 19, ông hợp tác với Liễu Trạch Thành để hạ bệ Lý Thiết Nhạc nhưng bất thành Trong tập 20, ông cấu kết cùng Lệnh Gia Tựu và Thăng để gài bẫy Lệnh Hùng đến Đài Loan để thủ tiêu cô Trong tập 21, ông cố gắng tự sát bằng súng nhưng đã bị Lệnh Thiên Hữu chặn lại, làm đạn bắn vào bụng khiến ông bị thương phải đi xe lăn trong một thời gian nhưng về sau đã hồi phục Trong tập 24, ông hợp tác với Lệnh Hùng gài bẫy để Liễu Trạch Thành bị con trai của Trần Vạn Nguyên trả thù và hợp tác với Kim Thiên nhưng thực chất mục đích là muốn tìm ra danh tính thực sự của Kim Thiên Trong tập 25, vì biết được danh tính của Kim Thiên nên ông đã bị người của Kim Thiên bắn chết nhưng trước khi chết, ông đã để lại manh mối để Lệnh Hùng và những người khác tìm ra danh tính thực sự của Kim Thiên Xem tại Liên minh |
| Quách Phong            | Vi Lỗi         | Vi Gia Chủ tịch Tập đoàn Sáng Tân Thiên Ba của Vi Dĩ Kiên và Vi Dĩ Cường, ba người hay thông đồng, cấu kết với nhau Ba của Vi Dĩ Nhu, thường hay lợi dụng cô. Đã từ mặt cô vì cái chết của Vi Dĩ Kiên và Vi Dĩ Cường trong tập 21 nhưng về sau đã làm hòa Ba chồng của Trần Khiết Như và Lưu Lệ Minh Ông nội của Vi Đồng và Vi Hiên Ba vợ của Lệnh Thiên Hữu (từ tập 20) Kẻ thù của Lệnh Hùng và đã trở thành sui gia của nhau (từ tập 20), về sau đã làm hòa Bề ngoài thì ông cho phép Vi Dĩ Nhu và Lệnh Thiên Hữu quen nhau nhưng thực sự là lợi dụng Lệnh Thiên Hữu để đối đầu với Lệnh Hùng chứ bên trong ông không chấp nhận Lệnh Thiên Hữu. Sau đó cả hai đã trở mặt nhau nhưng cuối cùng đã làm hòa Thông đồng với Liễu Trạch Thành Sáu năm trước, ông bị cảnh sát truy nã và được Kim Thiên ra tay cứu giúp nhưng Kim Thiên giúp ông thực chất vì muốn lợi dụng ông để đối phó với Lệnh Hùng Trong tập 19, ông hợp tác với Liễu Trạch Thành để hạ bệ Lý Thiết Nhạc nhưng bất thành Trong tập 20, ông cấu kết cùng Lệnh Gia Tựu và Thăng để gài bẫy Lệnh Hùng đến Đài Loan để thủ tiêu cô Trong tập 21, ông cố gắng tự sát bằng súng nhưng đã bị Lệnh Thiên Hữu chặn lại, làm đạn bắn vào bụng khiến ông bị thương phải đi xe lăn trong một thời gian nhưng về sau đã hồi phục Trong tập 24, ông hợp tác với Lệnh Hùng gài bẫy để Liễu Trạch Thành bị con trai của Trần Vạn Nguyên trả thù và hợp tác với Kim Thiên nhưng thực chất mục đích là muốn tìm ra danh tính thực sự của Kim Thiên Trong tập 25, vì biết được danh tính của Kim Thiên nên ông đã bị người của Kim Thiên bắn chết nhưng trước khi chết, ông đã để lại manh mối để Lệnh Hùng và những người khác tìm ra danh tính thực sự của Kim Thiên Xem tại Liên minh |
| Dương Chứng Hoa        | Vi Dĩ Kiên     | Michael Con trai lớn của Vi Lỗi, thông đồng, cấu kết với ông ta Anh trai của Vi Dĩ Cường, thông đồng, cấu kết với anh ta Anh trai lớn của Vi Dĩ Nhu, thường lợi dụng cô Chồng của Trần Khiết Như Anh chồng của Lưu Lệ Minh Ba của Vi Đồng Bác của Vi Hiên Có thái độ chống đối Lệnh Hùng Anh vợ của Lệnh Thiên Hữu (từ tập 20) Bề ngoài thì anh đồng ý Vi Dĩ Nhu và Lệnh Thiên Hữu quen nhau nhưng thực sự là lợi dụng Lệnh Thiên Hữu để đối đầu với Lệnh Hùng chứ bên trong anh không chấp nhận Lệnh Thiên Hữu. Sau đó cả hai đã trở mặt nhau nhưng cuối cùng đã làm hòa Thông đồng với Liễu Trạch Thành Trong tập 20, anh cấu kết cùng Lệnh Gia Tựu và Thăng để gài bẫy Lệnh Hùng đến Đài Loan để thủ tiêu cô Trong tập 21, để cứu Vi Dĩ Nhu, anh hy sinh để thuộc hạ của băng xã hội đen Lôi Gia tại Đài Loan bắn chết |
| Lâm Thục Mẫn           | Trần Khiết Như | Annie Vợ của Vi Dĩ Kiên Con dâu cả của Vi Lỗi Chị dâu của Vi Di Cường Chị dâu của Vi Dĩ Nhu, đã quay lưng lại với cô trong tập 21 vì cái chết của Vi Dĩ Kiên và Vi Dĩ Cường nhưng cuối cùng đã làm hòa Chị chồng của Lưu Lệ Minh Mẹ của Vi Đồng Dì của Vi Hiên Chị vợ của Lệnh Thiên Hữu (từ tập 20) Trong tập 25, đã rời Hồng Kông sang nước ngoài sinh sống dưới sự sắp đặt của Vi Dĩ Nhu |
| Huỳnh Trường Hưng      | Vi Dĩ Cường    | George Con trai hai của Vi Lỗi, thông đồng, cấu kết với ông ta Em trai của Vi Dĩ Kiên, thông đồng, cấu kết với anh ta Anh trai hai của Vi Dĩ Nhu, thường lợi dụng cô Chồng của Lưu Lệ Minh Em chồng của Trần Khiết Như Ba của Vi Hiên Chú của Vi Đồng Có thái độ chống đối Lệnh Hùng Anh vợ của Lệnh Thiên Hữu (từ tập 20) Bề ngoài thì anh đồng ý Vi Dĩ Nhu và Lệnh Thiên Hữu quen nhau nhưng thực sự là lợi dụng Lệnh Thiên Hữu để đối đầu với Lệnh Hùng chứ bên trong anh không chấp nhận Lệnh Thiên Hữu. Sau đó cả hai đã trở mặt nhau nhưng cuối cùng đã làm hòa Thông đồng với Liễu Trạch Thành Trong tập 20, anh cấu kết cùng Lệnh Gia Tựu và Thăng để gài bẫy Lệnh Hùng đến Đài Loan để thủ tiêu cô Trong tập 21, để cứu Vi Dĩ Nhu, anh hy sinh để thuộc hạ của băng xã hội đen Lôi Gia tại Đài Loan bắn chết |
| Quan Uyển San          | Lưu Lệ Minh    | Betty Vợ của Vi Dĩ Cường Con dâu hai của Vi Lỗi Em dâu của Vi Di Kiên Chị dâu của Vi Dĩ Nhu, đã quay lưng lại với cô trong tập 21 vì cái chết của Vi Dĩ Kiên và Vi Dĩ Cường nhưng cuối cùng đã làm hòa Em chồng của Trần Khiết Như Mẹ của Vi Hiên Dì của Vi Đồng Chị vợ của Lệnh Thiên Hữu (từ tập 20) Trong tập 25, đã rời Hồng Kông sang nước ngoài sinh sống dưới sự sắp đặt của Vi Dĩ Nhu |
| Trần Ty Dinh (lúc nhỏ) | Vi Dĩ Nhu      | |
| Diêu Tử Linh           | Vi Dĩ Nhu      | |
| Trần Giai Mỹ           | Vi Đồng        | |
| Âu Dương Kính Hiền     | Vi Hiên        | |

### Nhà họ Đới
| Diễn viên        | Vai diễn     | Miêu tả |
| ---------------- | ------------ | ------- |
| Vương Tuấn Đường | Đới Kỳ Trung |         |
| Âu Ái Linh       | Lệ           |         |
| Lương Liệt Duy   | Đới Hoa Quán |         |

### Liên minh
| Diễn viên              | Vai diễn         | Miêu tả |
| ---------------------- | ---------------- | ------- |
| Triệu Hy Lạc (lúc trẻ) | Lệnh Hùng        |         |
| Bào Khởi Tịnh          | Lệnh Hùng        |         |
| Trần Triển Bằng        | Cao Tử Kiệt      |         |
| Vệ Chí Hào (lúc trẻ)   | Vi Lỗi           |         |
| Quách Phong            | Vi Lỗi           |         |
| Hà Khải Nam            | Đới Thất         |         |
| Diệp Vĩ                | Hồng Vĩnh Đông   |         |
| Lê Bỉ Đắc              | Thích Kiến Dương |         |
| Tăng Hàng Sinh         | La Tôn Hàn       |         |
| Chung Chí Quang        | Hạ Giám Quang    |         |
| Lỗ Chấn Thuận          | Đỗ Ngạn Thần     |         |
| Dương Thụy Lân         | Trình Học Văn    |         |

### Tổ Trọng án
| Diễn viên         | Vai diễn        | Miêu tả |
| ----------------- | --------------- | ------- |
| Lưu Giang         | Lý Nhân Lễ      |         |
| Huỳnh Gia Lạc     | Phương Lập Đức  |         |
| Thi Tuấn Triết    | Trương Vệ Quốc  |         |
| Ngô Khoáng Lợi    | La Định Cần     |         |
| Mâu Gia Khánh     | Phan Trấn Huy   |         |
| Huỳnh Văn Địch    | Trần Vĩ Địch    |         |
| Châu Phi Phi      | Dương Thúy Oánh |         |
| Thiệu Trác Nghiêu |                 |         |
| Trần Tuấn Đình    |                 |         |
| La Hân Linh       |                 |         |

### Thành viên Chính phủ
| Diễn viên      | Vai diễn             | Miêu tả |
| -------------- | -------------------- | --- |
| Giang Mỹ Nghi  | Kim Thiên            | Rainman, Chủ tịch Kim Nhân vật phản diện cuối cùng Xuất hiện ở tập 23 Chủ tịch Uỷ ban Chống Tội phạm / Nguyên Thư ký An ninh / Nguyên Phó Giám đốc Sở Cảnh sát / Nguyên Phó Giám đốc Hoạt động ICAC Thành viên của Hội đồng Bảo an Hợp tác với Lệnh Hùng nhưng về sau trở mặt với nhau trở thành kẻ thù không đội trời chung, thao túng và hãm hại Lệnh Hùng Thông đồng với Lý Nhân Lễ và Liễu Trạch Thành Kẻ thù của Cao Tử Kiệt, Lệnh Thiên Hữu và Quách Dũng Quân Nhiều năm trước khi Vi Lỗi bị cảnh sát truy nã đã ra tay giúp đỡ ông ta để dùng Vi Lỗi chống lại Lệnh Hùng Trong tập 1, cô đã phái người của bang Việt Hổ ở Đông Tân Giới bắn Lệnh Hùng, phục kích Cao Tử Kiệt và Nguyễn Thanh Hân nên đã gây ra cái chết của Tạ Nhã Vi Trong tập 6, cô ra lệnh cho Lý Nhân Lễ giết chết gia đình của Đới Thất rồi đổ tội lên Lệnh Hùng Trong tập 7, cô hướng dẫn cho Liễu Trạch Thành lợi dụng Lệnh Hùng để đối phó với Trần Vạn Nguyên Trong tập 12, cô sai khiến Liễu Trạch Thành làm cho Lệnh Hùng và Johnny Cub đấu đá nhau, đồng thời còn sắp đặt cho Johnny Cub buôn bán vũ khí lậu với Lệnh Gia Tựu Trong tập 22, cô sắp đặt cho Liễu Trạch Thành lợi dụng Lệnh Liệt để tiêu diệt Lệnh Hùng Trong tập 23, cô cùng Lý Nhân Lễ và Liễu Trạch Thành gài bom giết chết Lệnh Liệt để đổ tội cho Lệnh Hùng Trong tập 25, cô đe dọa Phạm Bách Sâm khiến anh vô tình hạ độc Lệnh Hùng và cả gia đình Trong tập 26, cô lợi dụng Lệnh Hy, Lệnh Gia Danh và Trương Ỷ Liên để giết chết Lệnh Hùng nhưng bất thành. Sau đó, cô ép Cao Tử Kiệt giết chết Lệnh Hùng rồi dụ dỗ hợp tác với anh Trong tập 27, cô bị Cao Tử Kiệt, Lệnh Thiên Hữu và Lệnh Hùng lợi dụng khiến cô bị cảnh sát truy nã. Sau đó, cô bắt cóc Vi Dĩ Nhu làm con tin và trốn thoát thành công Trong tập 28, cô trả thù Cao Tử Kiệt, Lệnh Thiên Hữu và Lệnh Hùng bằng cách sai sát thủ đến giết Dịch Triệu Phong và bắt cóc Lệnh Hùng. Sát hại Tịnh Bảo, A Tín và Hắc Tử, bắn Lệnh Thiên Hữu. Cuối cùng Tương Vân Thiên, Nhậm Tứ Cường, Du Gia Hoa và Văn Địch Thân (bốn người đứng đầu) đã bị Cao Tử Kiệt thuyết phục thành công nên cô bị phản bội và giết chết bởi chính thuộc hạ của mình |
| Trịnh Tử Thành | Liễu Trạch Thành     | Nhân vật phản diện chính thứ hai |
| La Lạc Lâm     | Quách Dũng Quân      | |
| Đỗ Đại Vĩ      | Lý Thiết Nhạc        | |
| Âu Hiên Vĩ     | Hà Sanh              | |
| Đặng Anh Mẫn   | Ủy viên Hội Chủ tịch | |
| Phan Lệ Thi    | Lý Tổng Bí thư       | |
| Kỷ Bảo La      | Trần Quan            | |
| Ngô Giang Luân | Nghị viên Lâm        | |
| Lý Kiện        | Nghị viên Trương     | |
| Chân Mậu Cường | Tương Vĩ Thông       | |

### Nhân vật khác
| Diễn viên                                   | Vai diễn         | Miêu tả |
| ------------------------------------------- | ---------------- | --- |
| Doãn Lạc Đồng (lúc nhỏ)                     | Nguyễn Thanh Hân | |
| Hồ Định Hân                                 | Nguyễn Thanh Hân | |
| Nguyễn Nhi (lúc trẻ - trước khi phẫu thuật) | Tạ Nhã Vi        | |
| Triệu Hy Lạc (lúc trẻ - sau khi phẫu thuật) | Tạ Nhã Vi        | |
| Bào Khởi Tịnh                               | Tạ Nhã Vi        | |
| Mạch Gia Cam (lúc trẻ)                      | Dịch Triệu Phong | |
| Âu Thoại Vĩ                                 | Dịch Triệu Phong | |
| Trương Tú Văn                               | Lý Giai Giai     | |
| Tiêu Huy Dũng                               | Lý Khôi          | |
| Thái Quốc Khánh                             | Trần Vạn Nguyên  | |
| Hà Tuấn Hiên                                | Johnny Cub       | Nhân vật phản diện lớn đầu tiên Thủ lĩnh của Băng đảng Quân du kích Hắc ma từ Thái Lan Chuyên bắt cóc những đứa trẻ để huấn luyện chúng thành nhũng sát thủ chuyên nghiệp, tàn bạo và vô nhân tính phục vụ cho hắn Là kẻ thù không đội trời chung và có thù hằn với Lệnh Hùng (thực tế là do Kim Thiên và Liễu Trạch Thành sắp đặt) Là kẻ đã giết cha mẹ của Nguyễn Thanh Hân và huấn luyện cô thành một sát thủ chuyên nghiệp Trong tập 12, hắn hợp tác với Lệnh Gia Tựu để vận chuyển vũ khí trái phép (thực tế là do Kim Thiên bày ra) Trong tập 14, hắn bắt cóc La Hạo Nhi để uy hiếp Lệnh Hùng Trong tập 15, trong khi đang cố gắng giết Cao Tử Kiệt thì bị Dịch Triệu Phong bắn chết |
| Trương Bổn Lập (lồng tiếng: Châu Tử Thông)  | Tương Vân Thiên  | Nhân vật phản diện thực sự đằng sau tất cả Tứ đại Gia tộc đứng đầu Hồng Kông / Những người quyền lực và giàu có Những người đứng đằng sau Kim Thiên Về cơ bản là họ là những người kiểm soát toàn bộ về các lĩnh vực như bất động sản, năng lượng, giao thông vận tải và tài chính của Hồng Kông Trong tập 28, họ bị Cao Tử Kiệt thuyết phục thành công để phản bội và ra lệnh giết chết Kim Thiên, sau đó họ bổ nhiệm anh vào vị trí thay thế Kim Thiên Hai năm sau, họ bị Cao Tử Kiệt bán đứng và tung bằng chứng phạm tội lên mạng |
| Lý Cương                                    | Nhậm Tứ Cường    | Nhân vật phản diện thực sự đằng sau tất cả Tứ đại Gia tộc đứng đầu Hồng Kông / Những người quyền lực và giàu có Những người đứng đằng sau Kim Thiên Về cơ bản là họ là những người kiểm soát toàn bộ về các lĩnh vực như bất động sản, năng lượng, giao thông vận tải và tài chính của Hồng Kông Trong tập 28, họ bị Cao Tử Kiệt thuyết phục thành công để phản bội và ra lệnh giết chết Kim Thiên, sau đó họ bổ nhiệm anh vào vị trí thay thế Kim Thiên Hai năm sau, họ bị Cao Tử Kiệt bán đứng và tung bằng chứng phạm tội lên mạng |
| Joe Junior                                  | Du Gia Hoa       | Nhân vật phản diện thực sự đằng sau tất cả Tứ đại Gia tộc đứng đầu Hồng Kông / Những người quyền lực và giàu có Những người đứng đằng sau Kim Thiên Về cơ bản là họ là những người kiểm soát toàn bộ về các lĩnh vực như bất động sản, năng lượng, giao thông vận tải và tài chính của Hồng Kông Trong tập 28, họ bị Cao Tử Kiệt thuyết phục thành công để phản bội và ra lệnh giết chết Kim Thiên, sau đó họ bổ nhiệm anh vào vị trí thay thế Kim Thiên Hai năm sau, họ bị Cao Tử Kiệt bán đứng và tung bằng chứng phạm tội lên mạng |
| Trần Quốc Cơ                                | Văn Địch Thân    | Nhân vật phản diện thực sự đằng sau tất cả Tứ đại Gia tộc đứng đầu Hồng Kông / Những người quyền lực và giàu có Những người đứng đằng sau Kim Thiên Về cơ bản là họ là những người kiểm soát toàn bộ về các lĩnh vực như bất động sản, năng lượng, giao thông vận tải và tài chính của Hồng Kông Trong tập 28, họ bị Cao Tử Kiệt thuyết phục thành công để phản bội và ra lệnh giết chết Kim Thiên, sau đó họ bổ nhiệm anh vào vị trí thay thế Kim Thiên Hai năm sau, họ bị Cao Tử Kiệt bán đứng và tung bằng chứng phạm tội lên mạng |
| Lý Hưng Hoa                                 | Tịnh Bảo         | |
| Huỳnh Nghị Tiến                             | A Tín            | |
| Diêu Hoằng Viễn                             | Hắc Tử           | |
| La Hạo Minh                                 | Sài Lang         | |
| Trịnh Thế Hào                               |                  | |
| Thẩm Khả Hân                                | Mandy            | |
| Lý Vĩ Kiện                                  |                  | |
| Quách Thiên Du                              |                  | |
| Lý Khải Kiệt                                | Lưu Tiêu         | |
| Quan Hạo Dương                              |                  | |
| Quan Tử Dương                               |                  | |
| Huỳnh Vinh Sân                              |                  | |
| Mạch Gia Luân                               |                  | |
| Lý Hào                                      |                  | |
| Vương Trí Địch                              |                  | |
| Lâm Hựu Kiều                                |                  | |
| Lý Gia Tấn                                  |                  | |
| Dương Gia Bảo                               |                  | |
| Ngô Gia Nghi                                |                  | |
| Hà Bái Lâm                                  |                  | |
| Ngô Vĩ Hào                                  |                  | |
| Ngũ Phú Kiều                                |                  | |
| Lư Vĩ Văn                                   |                  | |
| Quý Bình Bình                               |                  | |
| Quỷ Trũng                                   | Anh Nam          | |
| Trần Tịnh Vân                               |                  | |
| Lương Bác Ân                                | Lê               | |
| La Hồng                                     |                  | |
| Châu Lăng                                   | Tân Phượng Tuyền | |
| Trương Hán Bân                              | Marco            | |
| Lưu Thiên Long                              | Alvin            | |
| Hoắc Kiện Bang                              | Mộc Công         | |
| Bàng Mỹ Thường                              | Bà Đới           | |
| Hoàng Kiến Đông                             | Nathan           | |
| Ngụy Huệ Văn                                | Issac Wong       | |
| Viên Trấn Nghiệp                            |                  | |
| Tư Đồ Huy                                   |                  | |
| Châu Lạc Minh                               |                  | |
| Quách Tử Hào                                |                  | |
| Chiêu Hạo Minh                              |                  | |
| Tăng Mẫn                                    |                  | |
| Trương Thi Hân                              |                  | |
| Tiêu Khải Hân                               |                  | |
| Châu Tử Doanh                               |                  | |
| Đặng Y Đình                                 |                  | |
| Chương Cảnh Hằng                            |                  | |
| Triệu Nhạc Hiền                             | Anh Thiên        | |
| Lư Tuấn Phong                               |                  | |
| Tạ Khả Dật                                  |                  | |
| Tăng Hải Xương                              |                  | |
| Đàm Khôn Luân                               |                  | |
| Dung Thiên Hựu                              |                  | |
| Lưu Nhất Phi                                | Mã Tổng          | |
| Tăng Thủ Minh                               |                  | |
| Kiều Hạo Minh                               |                  | |
| Đàm Vĩnh Hạo                                |                  | |
| Bàng Kỷ Ngạn                                |                  | |
| Trần Tuấn Kiên                              |                  | |
| Trịnh Vĩnh Khiêm                            |                  | |
| Thẩm Ái Lâm                                 |                  | |
| Trương Tuyết Oánh                           |                  | |
| Vương Đức Cơ                                |                  | |
| Đặng Vĩnh Kiện                              |                  | |
| Phạm Trọng Hằng                             |                  | |
| Dư Ứng Đồng                                 |                  | |
| Lý Trí Nhuệ                                 | Thái Sinh        | |
| Tô Lệ Minh                                  | Heidi            | |
| Dương Gia Hân                               |                  | |
| Ngô Ỷ San                                   |                  | |
| Huỳnh Dĩnh Quân                             |                  | |
| Lý Nhựt Thăng                               | Trương Gia Tuấn  | |
| Đàm Trác Thăng                              | Dư Hải Minh      | |
| Lý Hải Sanh                                 | Chú Bỉnh         | |
| Trần Chấn Hoa                               | Lý Nặc           | |
| Lưu Gia Kỳ                                  |                  | |
| Bàng Thiệu Thông                            |                  | |
| Lợi Dĩnh Di                                 |                  | |
| Hứa Gia Kiệt                                | Nam              | |
| Ngô Triển Hoa                               |                  | |
| Dung Tiễn Viên                              |                  | |
| Tiền Duyệt                                  |                  | |
| Tạ Chỉ Luân                                 |                  | |
| Lý Mạn Phân                                 |                  | |
| Trần Gia Lương                              |                  | |
| Mạch Vĩ Văn                                 | Thiên Gia        | |
| Đỗ Yến Ca                                   | Lỗi Gia          | |
| Diêu Binh                                   | Anh Thăng        | |
| Phùng Tú Hoa                                |                  | |
| Tào Tư Thi                                  |                  | |
| Trương Cảnh Hàm                             |                  | |
| Phùng Tử Sâm                                |                  | |
| Phan Tử Phong                               |                  | |
| Huỳnh Diệu Hoàng                            |                  | |
| Trần Chấn Nghiệp                            |                  | |
| Vương Hoa Thịnh                             |                  | |
| Trần Phú Thăng                              |                  | |
| Phan Doanh Huệ                              |                  | |
| Châu Gia Lạc                                |                  | |
| Lý Nhuận Đình                               |                  | |
| Khâu Tử Khiêm                               |                  | |

## Xếp hạng
| Tuần phim | Tập phim | Ngày công chiếu                  | Điểm    | Nguồn         |
| 1         | 1－5     | 7 tháng 8 - 11 tháng 8 năm 2017  | 26 điểm | [ 4 ] [ 5 ]   |
| 2         | 6－10    | 14 tháng 8 - 18 tháng 8 năm 2017 | 27 điểm |               |
| 3         | 11－15   | 21 tháng 8 - 25 tháng 8 năm 2017 | 29 điểm | [ 8 ]         |
| 4         | 16－20   | 28 tháng 8 - 1 tháng 9 năm 2017  | 26 điểm |               |
| 5         | 21－25   | 4 tháng 9 - 8 tháng 9 năm 2017   | 28 điểm |               |
| 6         | 26－28   | 11 tháng 9 - 13 tháng 9 năm 2017 | 29 điểm | [ 12 ] [ 13 ] |
| Tổng      | Tổng     | Tổng                             | 28 điểm | 28 điểm       |